# Дузе, Николай
Николай Яковлевич Ду́зе (латыш. Nikolajs Dūze; 20 июня (2 июля) 1891, Рига — 14 декабря 1951, там же) — военный деятель Российской империи и Латвии. Участник Первой мировой войны, Георгиевский кавалер.

## Биография
Родился 20 июня (2 июля) 1891 года в Риге в семье ремесленника. Учился в Рижском городском реальном училище, после окончания которого служил в 27-й артиллерийской бригаде в Вильне (1911—1912), где закончил курсы прапорщика запаса (1913).
Участвовал в рядах 259-го Ольгопольского полка в Первой мировой войне в боях в Галиции и Карпатах, где был дважды ранен и получил чинкапитана (в октябре 1917 года представлен к производству в подполковники, но из-за Октябрьского переворота не произведён). В марте 1918 года поступил в Киевскую школу офицеров-инструкторов армии Украинской державы, командовал ротой.
С 12 июня 1919 года служил в Латвийской армии как капитан и участвовал в Освободительной войне Латвии. В июле он был назначен начальником Лиепайской военной школы, в октябре — командиром Батальона инструкторов в Риге, принимая участие в ноябрьских боях с Западной добровольческой армией Бермондта-Авалова около Вентспилса. В декабре назначен командиром Гробиньского (с февраля 1920 — 11-го Добельского) пехотного полка.
После войны продолжил службу в латвийской армии. В 1925 году произведён в полковники, в 1929 году прошёл 8-месячный курс в Военной академии, в 1936 году получил звание генерала, после чего Дузе служил помощником командира Земгальской и Курземской дивизии. После советской оккупации Латвии был уволен из армии в августе 1940 года.
Был членом правления Даугавпилсского латышского общества, начальником Южнолатгальского отделения организации скаутов, членом правления Ипотечного банка (с 1935). Начальник кооперативного союза инвалидов Латвии (во время немецкой оккупации). Один из подписантов Меморандума Центрального Совета Латвии 17 марта 1944 года.
В конце Второй мировой войны отправился в Германию, а летом 1945 года из оккупированной СССР Чехословакии вернулся в Латвию. В январе 1946 года был арестован и приговорён к 6-летнему тюремному наказанию, однако в декабре 1946 года был оправдан после обжалования приговора в Москве. После освобождения работал бухгалтером в Риге. Умер 14 декабря 1951 года, похоронен на Рижском 2-м Лесном кладбище.

## Награды
- Орден Св. Георгия 4-й ст. (ВП 22 мая 1915)[4]

За то, что 9 декабря 1914 г., будучи во время ночной атаки на высоте 879 у с. Виско, со всех сторон окружённым, расстреляв все патроны при отбитии ряда упорных атак и получив приказание от раненного начальника участка спасти пулемёты, собрав вокруг себя остатки двух рот в числе 34-х человек нижних чинов, пробил себе дорогу залпами и штыками и спас вверенные ему два пулемёта и нижних чинов.
- Орден Св. Анны 4-й ст. (ВП 24 сентября 1915)[5]
- Орден Св. Анны 3-й ст. с мечами и бантом (ВП 6 июля 1916)[6]
- Орден Св. Станислава 2-й ст. с мечами (26 марта 1917)[7]
- Орден Св. Станислава 3-й ст. с мечами и бантом (9 мая 1917)[8]
- Орден Св. Анны 2-й ст. с мечами (27 мая 1917)[9]
- Георгиевское оружие (30 августа 1917)[10]За то, что в бою 15 ноября 1916 г., в районе высоты 1252, что восточнее Чоканешти, командуя 1-м батальоном, при весьма трудных условиях месности, несмотря на убийственный огонь противника, личным примером ободряя подчинённых ему чинов, атаковал окопы противника на северо-западном склоне высоты 1252, штыковым ударом сбил его с позиции и взял атакуемый участок, чем и способствовал полку выполнить задачу — взять высоту 1252, причём захватил пленных и трофеи.

- Памятный знак освободительной войны в Латвии 1918—1920 (1922)
- Орден Трёх звёзд 4-й ст. № 74 (16 ноября 1926)
- Орден Трёх звёзд 3-й ст. № 295 (14 ноября 1928)
- Медаль в память 10 лет освободительных боёв в Латвийской Республике (1928)
- Орден Трёх звёзд 2-й ст. № 235 (15 ноября 1937)
- Крест заслуг айзаргов
- Знак благодарности организации скаутов «Свастика»
- Эстонский орден Орлиного креста 3-й ст.